# George Hudson
George Hudson (Howsham, 10 marzo 1800 – Londra, 14 dicembre 1871) è stato un imprenditore britannico, noto anche come The Railway King (Il re delle ferrovie) per via della sua grande attività nel settore dei trasporti ferroviari.

## Primi anni
George Hudson nacque a Howsham, un paesino dello Yorkshire. A soli 15 anni fu costretto a lasciare il suo paese natale a causa di uno scandalo relativo alla paternità di un bambino. Inizio a lavorare come apprendista presso un commerciante di tessuti a York e in seguito si mise in proprio ottenendo subito un buon successo come mercante.

## Carriera imprenditoriale
Nel 1827 ereditò £30.000 sterline e scelse di investirle in azioni della compagnia ferroviaria North Midland Railway, per via dell'importante somma portata nelle casse della società il giovane George venne quasi subito nominato direttore. Nel 1833 fondò anche la York Banking Company che diresse personalmente per alcuni anni.
Per lungo tempo Hudson pensò a come realizzare una grande linea ferroviaria a York, per questo si impegnò molto ed ebbe un ruolo fondamentale nella realizzazione della York and North Midland Railway, assicurandosi che la linea passasse per York. George fu eletto presidente della nuova compagnia quando questa aprì ufficialmente i battenti nel 1839.
Dopo il successo della York and North Midland Railway George Hudson si concentrò attivamente sull'industria ferroviaria e nel 1841 iniziò la realizzazione della Newcastle and Darlington Line. In seguito pianificò e costruì anche una estensione della linea Midland fino a Newcastle insieme a George Stephenson. Nel 1844, negli anni in cui l'espansione ferroviaria raggiunse il suo apice, George Hudson era uno dei magnati ferroviari più potenti d'Europa con oltre 1.000 miglia di ferrovia sotto il suo controllo, al punto che Sydney Smith gli conferì il soprannome "Railway King" con cui ancora oggi è ricordato.

## Carriera politica
In questi anni la sua popolarità nella contea era tale che nel 1837 fu eletto sindaco di York. Dopo essere stato per 3 volte eletto sindaco a York fu eletto tra le file dei Conservatori nel parlamento come rappresentante del Sunderland tra 1849 e il 1851.

## Rovina e fallimento
Dopo aver ricevuto premi e onori di ogni genere, Hudson cadde improvvisamente in rovina a causa della scoperta di frodi nella compagnia Eastern Railway da lui posseduta. Immediatamente dopo emerse una vicenda di corruzione in parlamento che lo vide coinvolto. In seguito alle reazioni dovute ai due scandali che lo avevano coinvolto Hudson cominciò a perdere la fiducia dei banchieri e degli investitori e andò rapidamente in rovina. Trascorse gli ultimi anni della sua vita a Londra, vivendo grazie ad una rendita che gli fu concessa da alcuni cari amici che gli erano rimasti fedeli. Morì nella capitale britannica il 14 dicembre 1871 a 71 anni.